# Catocala adultera
Catocala adultera là một loài bướm đêm thuộc họ Erebidae. Sải cánh dài 73 đến 80 milimét (2,9 đến 3,1 in).